# 本部長
本部長（ほんぶちょう）とは、公私のさまざまな機関・団体等に恒常的あるいは臨時に置かれる「＊＊＊本部」の長の役職名。通常は複数の部長と部を指揮する上位者であるが、神奈川県警や千葉県警の刑事部組織対策本部長のように、部長の下位に本部長が存在するという稀な例(両例とも、下位組織には課長と課しか存在しないので、実質的には部長である)も存在する。
日本においては、法令に基づく恒常的な役職として以下のものがある。なお「消防本部」の長は「本部長」ではなく「消防長」である。
- 本部長: 道府県警察本部の長
- 本部長: 管区海上保安本部の長

## 警察本部長
各警察本部長の職務権限としては、警察職員の監督管理、本部長指揮事件の指揮命令などのほか、知事部局との折衝（警察予算の要求、その他）、地方議会答弁などがある。
本部長には警視級以下の職員の人事権がある。北海道警察の各方面本部長（旭川・函館・釧路・北見）の職務権限も似たようなものだが、北海道議会には原則出席せず人事権はない。ただし全国本部長会議には出席する。
- 皇宮警察本部長：階級は「皇宮警視監」。
警察庁の附属機関のひとつである皇宮警察本部の長たる皇宮護衛官

各道府県警察本部の長たる「本部長」には以下が存在する。
- 警視庁（東京都）: 階級および職名は「警視総監」。
東京都の警察本部は「東京都警察本部」ではなく「警視庁」と称し、その長の職名は「本部長」ではなく、階級名と同じ「警視総監」である。
- 道、府、指定県と一部の県警察本部：階級は「警視監」。
北海道、宮城、福島、茨城、栃木、群馬、埼玉、千葉、神奈川、新潟、長野、岐阜、静岡、愛知、京都、大阪、兵庫、広島、福岡、熊本
2023年8月1日現在では上記20の道府県警察本部が該当する。
- 上記以外の警察本部：階級は「警視長」。
青森、岩手、秋田、山形、富山、石川、福井、山梨、三重、滋賀、奈良、和歌山、鳥取、島根、岡山、山口、徳島、香川、愛媛、高知、佐賀、長崎、大分、宮崎、鹿児島、沖縄
2023年8月1日現在では上記26の県警察本部が該当する。

本部長に就任する者の殆どは、国家公務員採用Ⅰ種試験（現総合職試験）に合格し警察庁に採用されたいわゆる「キャリア」の警察官であるが、キャリアの警察庁技官が警察官に転任された上で就任する例もある。また、人事交流の一環として、他省庁採用のキャリア官僚が警察官に転任された上で就任する例もあり、2015年9月4日現在では島根県警察本部長が経済産業省、長崎県警察本部長が財務省、宮崎県警察本部長が外務省それぞれからの出向者である。
国家公務員採用Ⅱ種試験（現一般職試験）に合格し警察庁に採用されたいわゆる「準キャリア」の警察官も就任可能ではあるが、国家Ⅱ種採用の制度が導入されたのは1986年であり歴史がまだ浅いため、長らくこの例の本部長はいなかった。2022年4月、入庁36年目の準キャリアの警察官が史上初めて警察本部長（階級は警視長）に就任し、2024年4月現在までで、準キャリア9名が本部長に就任している。なお、2024年4月には、大規模県警察の本部長に準キャリアが就任した（警視長の階級で就任し、在任中に警視監へ昇任）。
一部の小規模県警では、各都道府県警察に巡査（地方公務員）として採用された後、推薦により警察庁に国家公務員として中途採用されたノンキャリアの警察官（いわゆる「推薦組」）が就任することもあり、2016年8月22日現在では青森県警察と鳥取県警察の本部長がノンキャリアの警察官である。
なお、大阪府警察の本部長は警視庁を除く各警察本部長の中では最上位であり、警視総監、警察庁次長よりは低いが警視庁副総監、警察庁長官官房総括審議官よりもやや上の職と位置づけられ、本府省局長級とされる。

### 補佐職
警視庁と大阪府警察本部においては、警視総監および本部長の補佐職として、警視庁は副総監を、大阪府警察本部では副本部長の役職を設けている。
階級はいずれも警視監の警察官を充て、その他の道府県警察本部では補佐職を設置していない。

## 海上保安本部長
第一から第十一まで管区海上保安本部ごとに置かれ、管区内の監督と管理を行う。

## 本部長表彰
- 警察本部長表彰
警視庁以外の都道府県並びに皇宮警察本部における表彰制度では「警察本部長表彰」を最高位とする。警察功績章が伴う場合もある。
- 海上保安本部長表彰
海上保安庁の表彰では「海上保安庁長官表彰」に準ずる表彰として「海上保安本部長表彰」がある。海上保安官署長表彰の上位にある。